# أوتيرو (إسبانيا)
أوتيرو، إسبانيا (بالإنجليزية: Otero (Spain)) هي بلدية ومدينة في منطقة الحكم الذاتي كاستيا-لا مانتشا وتقع في مقاطعة طليطلة في وسط إسبانيا. تبلغ مساحة هذه المدينة 30 (كم²)، ويبلغ عدد سكانها 328 نسمة حسب إحصاء المعهد الوطني الإسباني سنة 2008 م.